# Alexeï Bellegarde
Pour les articles homonymes, voir Bellegarde.
Alexeï Valerianovitch Bellegarde, né le 24 novembre 1861 à Oriol et mort le 28 mars 1942 à Berlin, est un haut fonctionnaire russe qui fut chambellan à la cour, sénateur de l'Empire et gouverneur du gouvernement d'Estland (correspondant au nord de l'actuelle Estonie) entre 1902 et 1905.

## Biographie
Alexeï Bellegarde descend d'une famille française installée en Russie sous Catherine II. Son père, Valerian Alexandrovitch Bellegarde (1810-1897), était général de l'armée impériale russe et participa à la conquête du Caucase. Sa mère, Varvara Nikolaïevna Khvostova (1823-1898), était russe. Son oncle, Karl Alexandrovitch Bellegarde (1807-1868), était aussi général et participa à la guerre de Crimée. Alexeï Bellegarde entre à la prestigieuse école de jurisprudence de Saint-Pétersbourg en 1883 et ensuite au ministère de la Justice. Son premier poste est à Riga où il est assistant-procureur. Ensuite, il travaille à Moscou à la filiale moscovite du ministère de l'Intérieur. Il est nommé conseiller d'État (rang honorifique donnant un titre nobiliaire) en 1899. Dix ans plus tard, il accède au rang de maître de la cour. 
Il est nommé vice-gouverneur de Livonie, le 22 décembre 1901, par Nicolas II, puis gouverneur d'Estland, le 3 juillet 1902. Il demeure à ce poste jusqu'au 4 mars 1905. Il travaille en tant que chef principal au département de la censure des publications de l'Empire russe, de 1903 à 1912. En 1912, il est nommé sénateur. Il est commissaire général de l'exposition internationale de Leipzig à l'été 1914, lorsque la Première Guerre mondiale le surprend.
Alexeï Bellegarde émigre après la révolution d'Octobre en Allemagne, au début de l'année 1918. En avril-mai 1919, il forme des régiments de l'Armée blanche en Allemagne et dans les pays Baltes afin de contrer la révolution bolchévique. Il fait partie des monarchistes russes qui se réunissent au congrès de Reichenhall en 1921. Il s'installe en Estonie en 1935, avant de fuir en 1940 à nouveau pour l'Allemagne. Il meurt en 1942 et est enterré à Berlin. Il était l'époux de la princesse Sophie Ouroussoff (1864-1939), dont il eut deux fils: Valerian (1895-1901) mort en bas âge, et Alexeï (1898-1945). Ce dernier épousa à Berlin en 1923 Irina Buda-Jemtchoujnikova qui lui donna un fils, Nikolaï, né en 1929 à Berlin.
Il est enterré au cimetière orthodoxe russe à Berlin-Reinickendorf. Bellegarde est l'auteur de Mémoires intéressantes pour ceux qui s'intéressent au système de la censure à la fin du régime impérial russe.